# Walter Iooss
Walter Charles Iooss senior (New York, 13 augustus 1914 -Riverhead, Long Island, 15 november 1987) was een Amerikaanse jazz-bassist.

## Biografie
Iooss speelde in de jaren 40 en 50 met Benny Goodman ("Tuesday at Ten“, 1941), Dizzy Gillespie en Billie Holiday. Tevens maakte hij opnamen met Frank Froeba (1953), Charlie Christian en Jerry Jerome. In latere jaren speelde hij in het radio-orkest van WNEW en in het Brooklyn Philharmonic Orchestra. Tevens was hij jarenlang in New York actief als studiomuzikant.
Walter Iooss Sr. is de vader van fotograaf Walter Iooss Jr. (1943).